# Rangers Association Football Club
Ne doit pas être confondu avec Rangers Football Club.
Maillots
Le Rangers AFC est un club néo-zélandais de football basé à Christchurch.

## Palmarès
- Coupe de Nouvelle-Zélande
  - Finaliste : 1993